# Bélgica en los Juegos Olímpicos de Atenas 2004
Bélgica estuvo representada en los Juegos Olímpicos de Atenas 2004 por un total de 50 deportistas que compitieron en 14 deportes.  
El portador de la bandera en la ceremonia de apertura fue el tenista de mesa Jean-Michel Saive.

## Medallistas
El equipo olímpico belga obtuvo las siguientes medallas:
| Nombre        | Deporte          | Competición  |
| ------------- | ---------------- | ------------ |
| Oro           |                  |              |
| Justine Henin | Tenis            | Individual F |
| Plata         |                  |              |
| —             |                  |              |
| Bronce        |                  |              |
| Axel Merckx   | Ciclismo en ruta | Ruta M       |
| Ilse Heylen   | Judo             | –52 kg F     |